# Franklin County, Texas
Franklin County är ett administrativt område i delstaten Texas, USA, med 10 605 invånare. Den administrativa huvudorten (county seat) är Mount Vernon.

## Geografi
Enligt United States Census Bureau så har countyt en total area på 763 km². 740  km² av den arean är land och 23 km² är vatten.

### Angränsande countyn
- Red River County - norr
- Titus County - öster
- Camp County - sydost
- Wood County - söder
- Hopkins County - väster
- Delta County - nordväst